# Мариехамн
Мариехамн (на шведски: Mariehamn, на фински: Maarianhamina, Маарианхамина) е град във Финландия, център на провинция и лян Оландски острови, автономна територия в състава на Финландия. Разположен е на брега на Балтийско море на едноименния остров Оланд. Основан е през 1861 г. и е кръстен на съпругата на руския император Александър II Мария Александровна. В града се намира Кабинета на министрите и парламента на Оландските острови. Има две пристанища. През летния сезон е посещаван от много туристи. Население 11 161 жители от преброяването на 31 март 2010 г.

## Култура
От Мариехамн е финландската рок група „Брейзън Абът“ на българския рокмузикант Николо Коцев.

## Спорт
Футболният отбор на града е ИФК Мариехамн, който се състезава в елитната финландска дивизия Вейкауслига.

## Побратимени градове
- Висбю, Швеция
- Коупавогюр, Исландия
- Крагерьо, Норвегия
- Слагелсе, Дания
- Торсхавн, Фарьорски острови
- Куресааре, Естония
- Валкеакоски, Финландия
- Ломоносов, Русия

## Галерия
- Изглед от нощен Мариехамн